# Base navale de Muskö

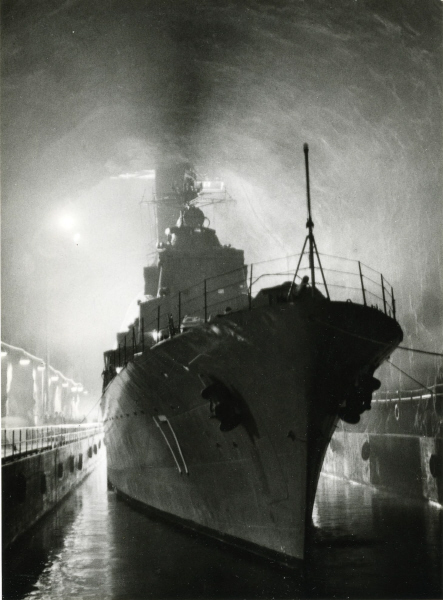
Le HMS Uppland à quai dans la base souterraine de Muskö.

La base navale de Muskö est un site militaire suédois situé sur l'île de Muskö au sud de Stockholm. Elle a été construite dans les années 1960 comme site stratégique de la marine royale suédoise, et fait aujourd'hui partie de la garnison de Haninge. C'est une base essentiellement souterraine, qui a été creusée dans la roche, et qui abrite trois quais, des ateliers, des bureaux, un hôpital et une station d'épuration. À l'extérieur, on trouve des bâtiments administratifs, des casernements et un certain nombre de bâtiments de support, des ateliers de réparation navale.

## Contexte
La question du transfert de la base navale de Stockholm, située historiquement au cœur de la capitale suédoise, est soulevée dès le début du XIXe siècle. Plusieurs sites sont envisagés au cours des années, tels que Söderköping, ou encore différents emplacements de la proche banlieue de Stockholm, en particulier autour de l'ile de Lidingö. Aucune de ces propositions n'aboutit toutefois à un résultat concret.
Après la Seconde Guerre mondiale, en 1948, une nouvelle commission est mise en place, et le site de Muskö, dans le sud-est de l'archipel de Stockholm, est proposé en 1951. Peu avant, des fonds sont débloqués pour commencer le percement de tunnels maritimes dans la roche de l'ile. Les travaux débutent le 21 novembre 1950.

## Construction

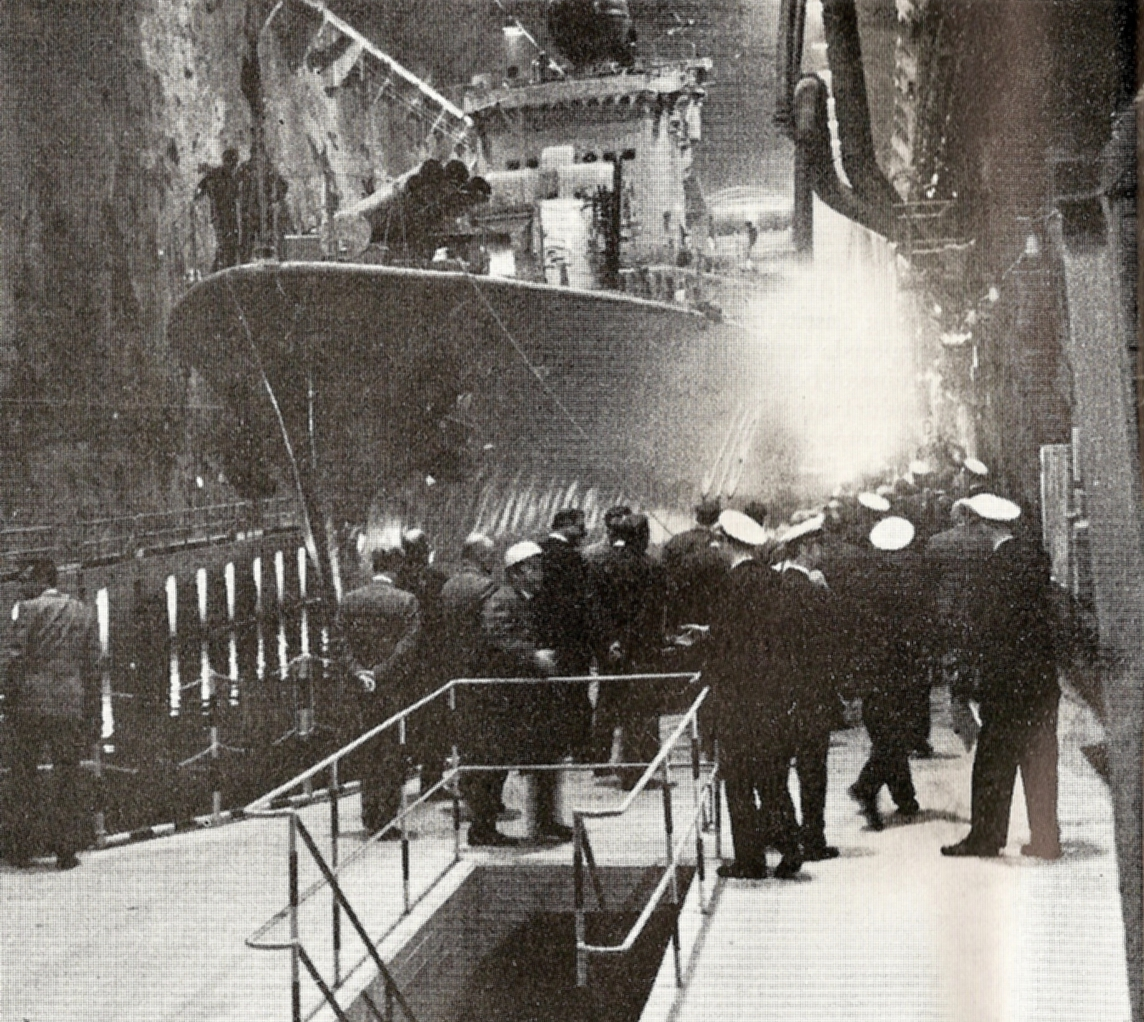
Un groupe de parlementaires au pied du HMS Småland dans un tunnel de la base de Muskö (années 1960).

En 1953, le principe d'un transfert de la base navale de Stockholm vers Muskö est décidé par le parlement suédois, mais il faut attendre plusieurs années avant que les travaux de construction de la base elle-même ne commencent. On espère en effet pouvoir réduire la facture, estimée alors à 189 millions de couronnes. À la fin des années 1960, après une longue série d'arbitrages, le coût final du projet s'élèvera toutefois à 294 millions de couronnes.
Dès 1955, le dragueur de mines HMS M14 peut prendre place dans l'un des tunnels. En 1967, le HMS Halland (sv) est le premier destroyer à accoster dans la base souterraine, et au cours des deux années suivantes la gouvernance du site passe progressivement de l'administration nationale des fortifications (en), responsable de la construction, vers la marine nationale. Petit à petit, les activités se développent, et le 1er juillet 1969 le transfert de la base navale de Stockholm à Muskö est officiellement terminé.

## Le site
La base de Muskö est l'une des plus grandes bases navales souterraines au monde. Sa construction a nécessité l'extraction de 1 500 000 m3 de roche, et le site couvre une superficie de près de 40 hectares. On y trouve entre autres trois quais, des ateliers, des bureaux, des hangars ainsi qu'une cafétéria capable de servir jusqu'à 2 000 couverts. Le plus grand des trois quais est long de 250 mètres et les cavités atteignent par endroits une hauteur de 40 mètres. Le site est divisé en différentes zones reliées par des tunnels. Chacune de ces zones est équipée de sa propre installation électrique et de son propre système de ventilation, pouvant ainsi fonctionner de façon autonome . Les bureaux sont situés dans des immeubles à l'écart de la paroi rocheuse, ce qui les protège des effets sismiques d'éventuelles détonations.
| |  |  |
| Deux navires à l'approche : à gauche, le HMS Sundsvall (en) et à droite, le HMS Södermanland (sv). |  |  |

## Fermeture
La fermeture de la base navale de Muskö est décidée dans le cadre du plan défense 2004 (sv), l'ensemble de la flotte suédoise devant être réunie sur un site unique, à Karlskrona. La cérémonie de fermeture a lieu le 3 juin 2005. Un certain nombre d'activités sont toutefois maintenues sur le site, par exemple le département torpilles des ateliers de la marine, ou encore le central de surveillance maritime. Les forces armées suédoises sont donc toujours présentes à Muskö : en janvier 2010, on y comptait une centaine de personnels militaires, ainsi que 25 employés de l'administration nationale des fortifications et de l'administration du matériel des armées (en), qui dépendent toutes deux du ministère de la Défense.
Les ateliers de réparation navale ont quant à eux été repris par un consortium privé, formé par les entreprises Kockums et Muskövarvet.

## Renaissance de la base
Le 30 septembre 2019 la marine suédoise a annoncé le transfert à Muskö de son quartier général d'ici 2022 après des travaux de rénovation et de modernisation. Cette réactivation fait partie d'un réarmement plus global de la Suède qui fait suite à l'annexion de la Crimée par la Russie en 2014.